# Friedrich Karl Ginzel
Friedrich Karl Ginzel (26 de febrero de 1850, Reichenberg, Bohemia-29 de junio de 1926, Berlín) fue un astrónomo  austriaco.

## Semblanza
Desde 1877, Ginzel trabajó en el observatorio de Viena. En 1886 se convirtió en miembro del Königlichen Astronomischen Recheninstituts en Berlín, donde se le ofreció un puesto de profesor en 1899.
Ese mismo año publicó un importante estudio sobre eclipses lunares y solares en la antigüedad clásica. Su obra en tres volúmenes titulada "Handbuch der mathematischen und technischen Chronologie" (1906–1914; reimpresa en 1958 y 2007) es todavía un trabajo estándar en calendarios y cronología antigua, a pesar de que algunas secciones actualmente han quedado fuera de fecha.

## Reconocimientos
- Recibió el Premio Valz de la Academia Francesa de Ciencias en 1884 por su trabajo sobre eclipses solares.[4]
- El cráter lunar Ginzel lleva este nombre en su memoria.[5]